# Paskeville
Paskeville är en ort i Australien. Den ligger i kommunen Copper Coast och delstaten South Australia, omkring 120 kilometer nordväst om delstatshuvudstaden Adelaide. Antalet invånare är 473.
Trakten runt Paskeville är nära nog obefolkad, med mindre än två invånare per kvadratkilometer.. Närmaste större samhälle är Kadina, omkring 19 kilometer nordväst om Paskeville. 
Trakten runt Paskeville består till största delen av jordbruksmark. Genomsnittlig årsnederbörd är 502 millimeter. Den regnigaste månaden är juni, med i genomsnitt 90 mm nederbörd, och den torraste är december, med 12 mm nederbörd.